# 드니프로 수력발전소

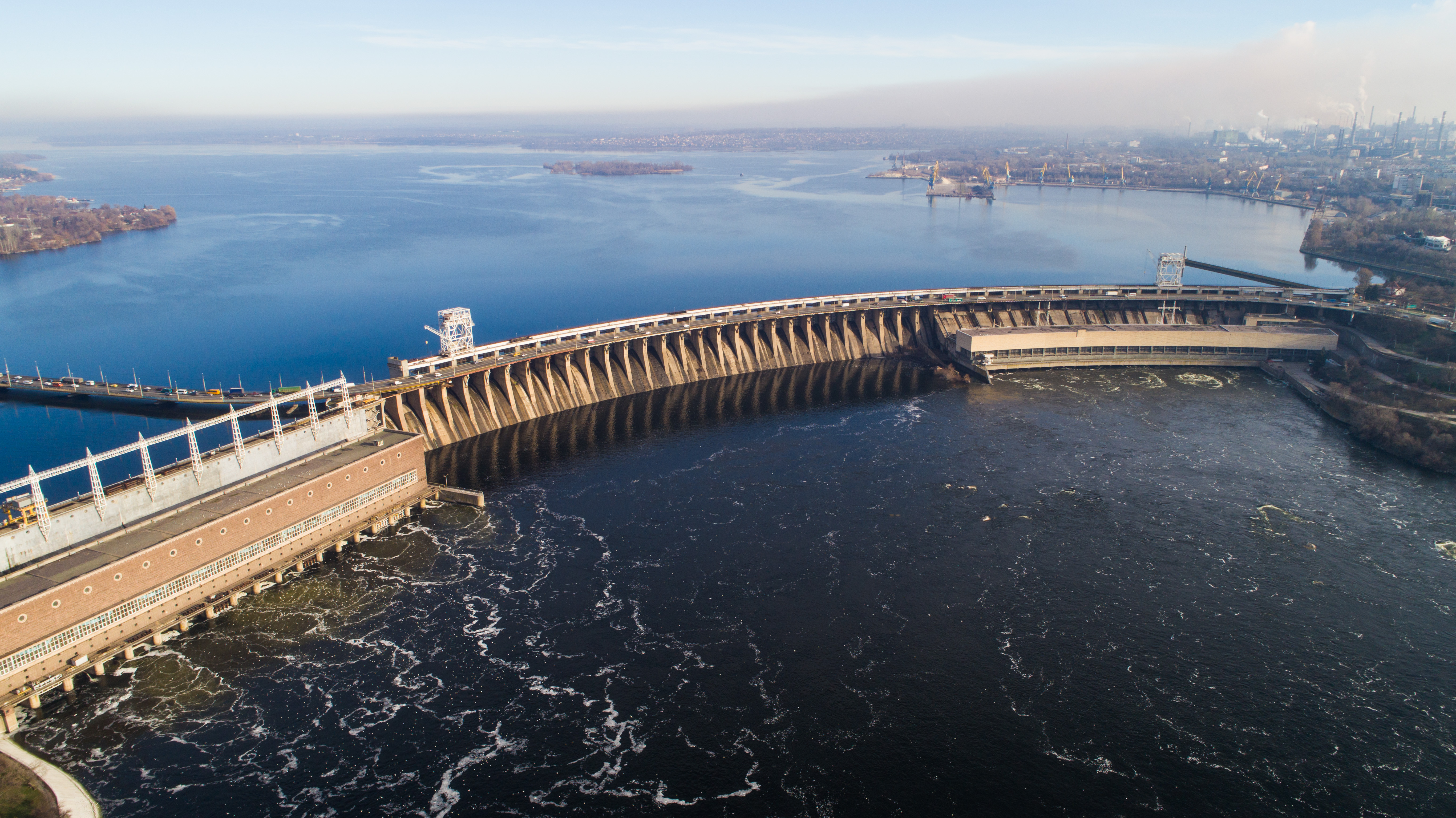
드니프로 수력발전소

드니프로 수력발전소(ДніпроГЕС)는 우크라이나 자포리자주 자포리자 드니프로강에 있는 수력발전소로 드니프로강 최대 규모다. 드니프로 수력발전소에 의해 드니프로호가 생겼다.
소련의 국민경제 5개년 계획에 의해 드니프로 수력발전소 1호가 1927년에서 1932년 사이에 건설됐다. 댐은 제2차 세계 대전 때 나치 독일의 도강을 막기 위해 처음 파괴됐다가 1943년에는 후퇴하는 나치 독일 측에 의해 다시 파괴된 후 1944년에서 1950년까지 재건설됐다. 드니프로 수력발전소 2호는 1969년에서 1980년에 걸쳐 건설됐고 2000년대에 현대화됐다.

## 같이 보기
- 소련의 경제